# Tanzanie aux Jeux olympiques d'été de 2004
La Tanzanie participe aux Jeux olympiques d'été de 2004 à Athènes, en Grèce.
La délégation tanzanienne est composée de 8 athlètes, 6 hommes et 2 femmes. Elle n'obtient aucune médaille durant ces jeux olympiques.
Le porte-drapeau lors de la cérémonie d'ouverture est l'athlète Restituta Joseph

## Engagés par sport

### Athlétisme

#### Hommes
| Athlète              | Épreuve  | Séries             | Séries        | Demi-finales | Demi-finales | Finale          | Finale |
| Athlète              | Épreuve  | Résultat           | Rang          | Résultat     | Rang         | Résultat        | Rang   |
| -------------------- | -------- | ------------------ | ------------- | ------------ | ------------ | --------------- | ------ |
| Samwel Mwera (en)    | 800 m    | 1 min 45 s 30 (NR) | 3e (qualifié) | DSQ          | DSQ          | –               | –      |
| Samwel Mwera (en)    | 1 500 m  | DNS                | DNS           | –            | –            | –               | –      |
| Fabiano Joseph Naasi | 5 000 m  | 13 min 31 s 89     | 11e (éliminé) | NC           | NC           | –               | –      |
| Fabiano Joseph Naasi | 10 000 m | NC                 | NC            | NC           | NC           | 28 min 01 s 94  | 10e    |
| John Yuda Msuri      | 10 000 m | NC                 | NC            | NC           | NC           | DNF             | DNF    |
| Samson Ramadhani     | Marathon | NC                 | NC            | NC           | NC           | 2 h 20 min 38 s | 40e    |
| Zebedayo Bayo (en)   | Marathon | NC                 | NC            | NC           | NC           | DNF             | DNF    |
| John Nada Saya (en)  | Marathon | NC                 | NC            | NC           | NC           | DNF             | DNF    |

#### Femmes
| Athlète                | Épreuve  | Séries         | Séries         | Finale   | Finale |
| Athlète                | Épreuve  | Résultat       | Rang           | Résultat | Rang   |
| ---------------------- | -------- | -------------- | -------------- | -------- | ------ |
| Restituta Joseph (en)  | 5 000 m  | 15 min 45 s 11 | 14e (éliminée) | –        | –      |
| Banuelia Mrashani (en) | Marathon | NC             | NC             | DNF      | DNF    |